# Чуммэй (гевог)

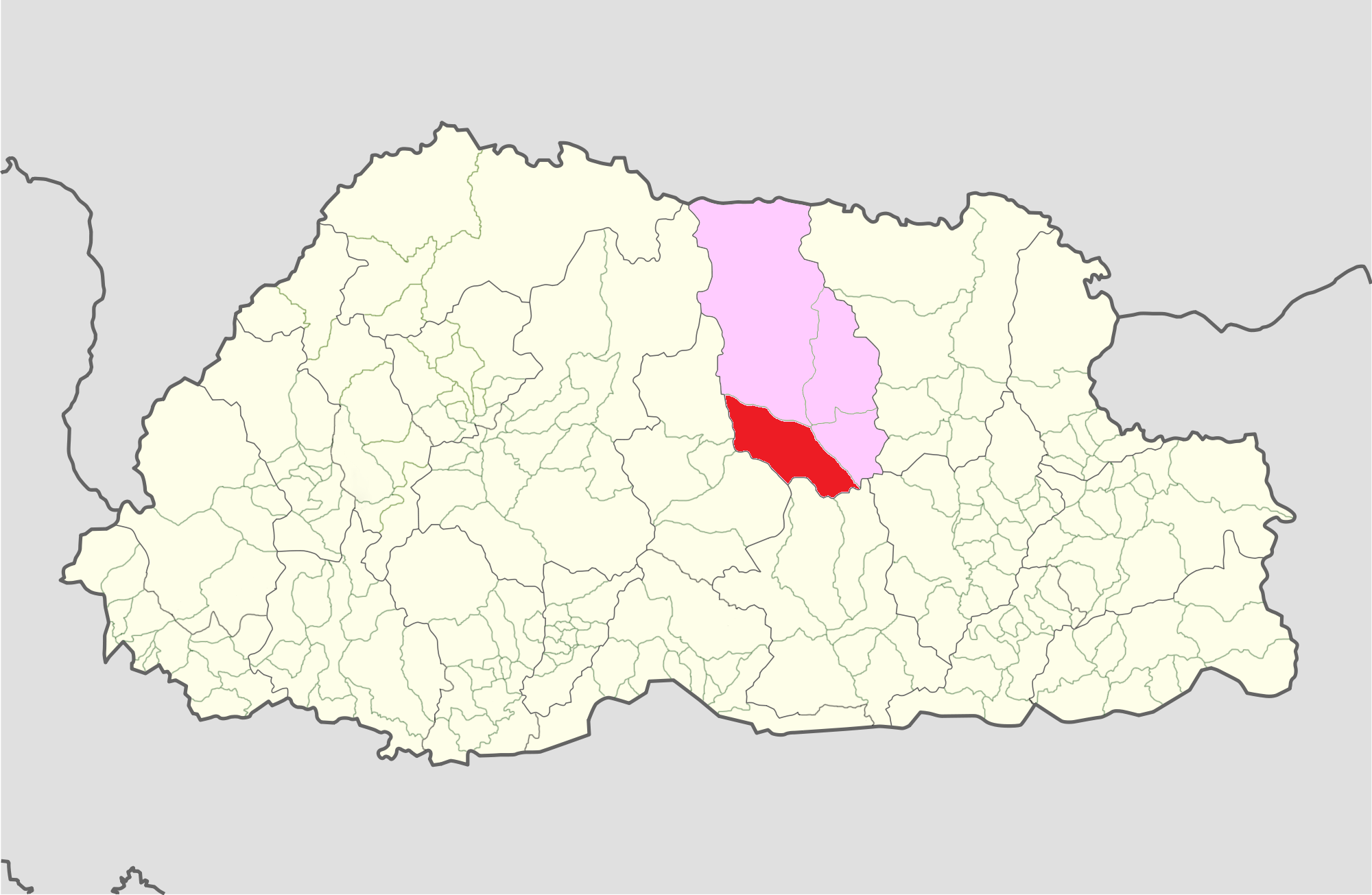
Гевог Чуммэй в составе дзонгхага Бумтанг на карте Бутана

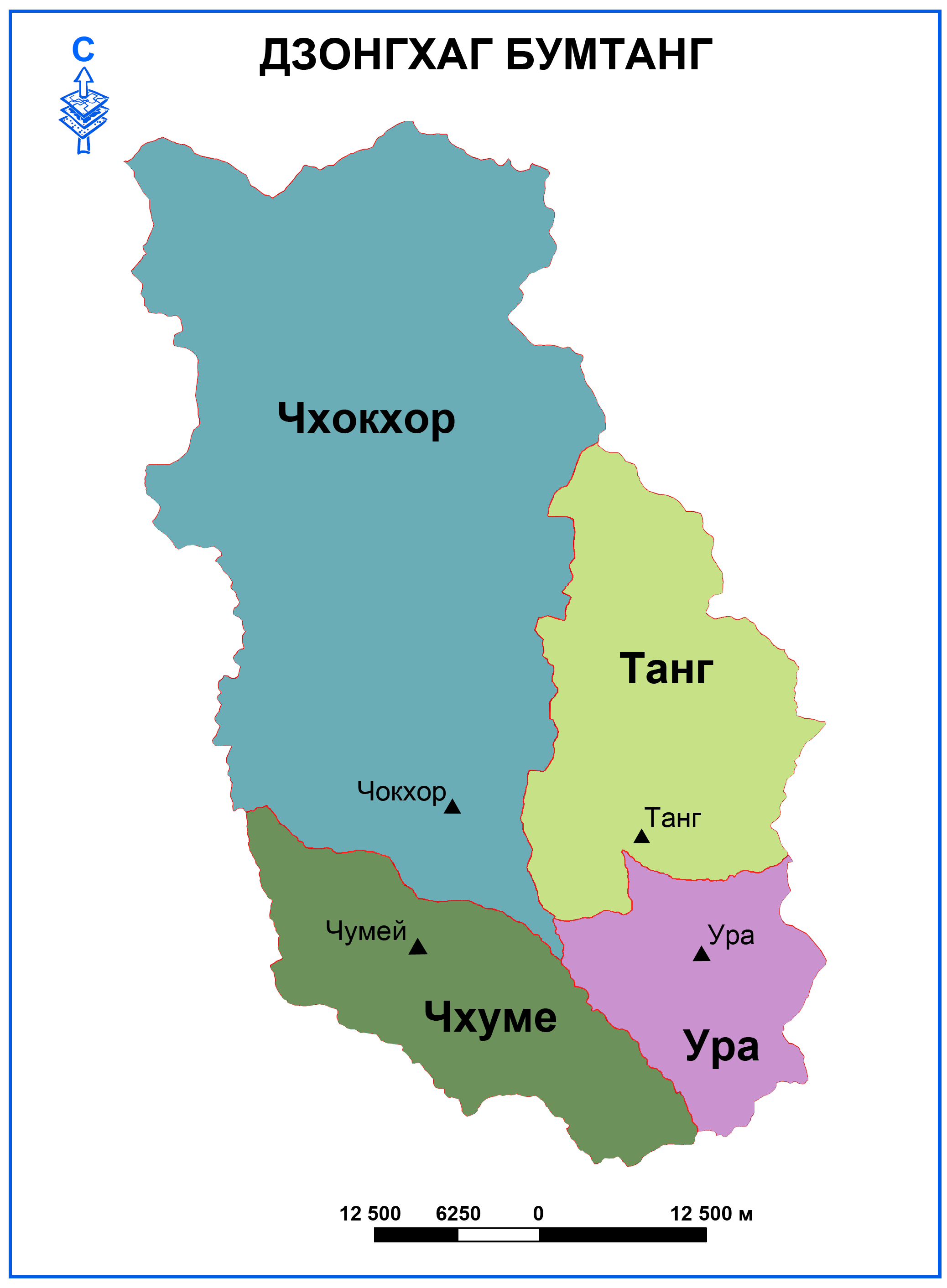
Гевоги дзонгхага Бумтанг

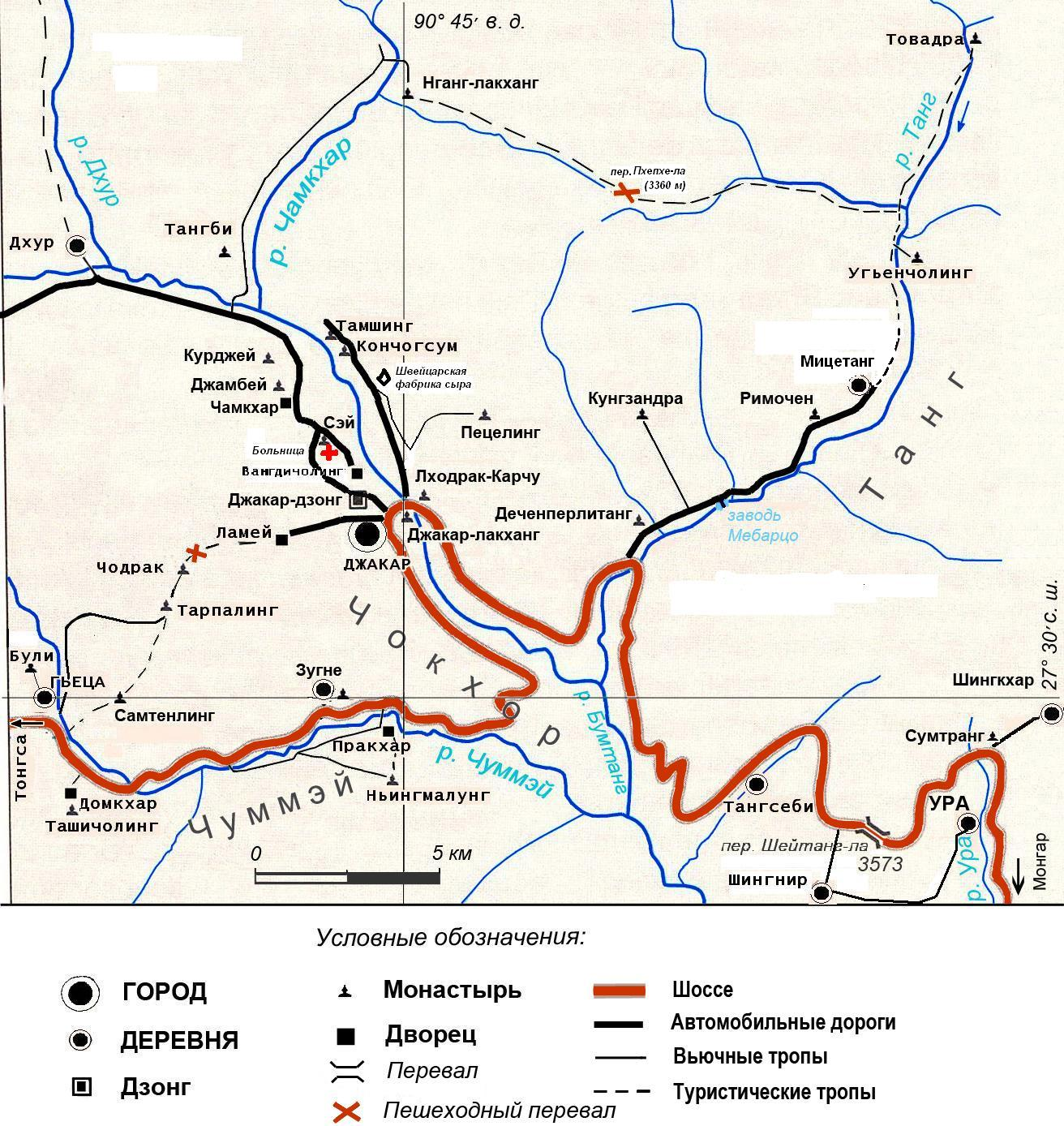
Карта центральной части Бумтанга

Чуммэй (ཆ􀰥་􀮲ད།, Chumey), также Чуми, Чхумей — гевог в Бутане в Бумтанге, расположенный в долине реки Чуммэй (долина Чуммэй), к западу от Джакара, вдоль дороги от Тонгса к Джакару после перевала Ютонг-ла. В гевоге имеется немало значимых буддийских монастырей, в которых проводятся регулярные праздники цечу. В гевоге проживает 3591 человек, ведётся 291 домашнее хозяйство. 170 хозяйств электрифицированы за счёт малой гидроэлектростанции в Нангаре. Имеется четыре школы.
Основные поселения — Домкхар, Зугне, Пракхар, Урутанг, Нангар, Гьеца.
Население занимается сельским хозяйством и ткачеством (ятра — шерстяная пряжа). Выращиваются зерновые, яблоки, овощи, орехи, картофель, спаржа. Культивируется крупный рогатый скот.

## Достопримечательности
- Тарпалинг-гомпа(ཐར་པ་གླིང་།)[2][3] , монастырь школы Друкпа Кагью на высоте 3600 м, основанный Лорепа (1187—1250).
- Чодрак-гомпа: монастырь школы Друкпа Кагью, на высоте 3800 м выше Тарпалинга, основанный Лорепой в 1238 году, ещё выше которого находится пещера, в которой медитировали Падмасамбхава и Лонгченпа .
- Самтенлинг-лакханг (བསམ་གཏན་གླིང་།)[4], монастырь школы Ньингма, который основал Лонгченпа (1308—1363).
- Були-лакханг (བ􀰆་ལི།) — [5], монастырь школы Ньингма, основал в XV веке Чойинг, ученик Дорджи Лингпа (1346—1405).
- Уру-лакханг (􀯕􀰆་ར􀰆།) — [6], малый монастырь школы Ньингма, предположительно основанный также учениками Дордже Лингпа (1346—1405) по дороге в Були-лакханг.
- Зугне-лакханг (ཟ􀰆ར་གནས) [7] — монастырь школы Ньингма, один из 108 монастырей, которых основал Сонгцен Гампо в 7 веке.
- Тхугчидже-лакханг [8] — малый храм с деревянной галереей, в котором стоит 11-головый Авалокитешвара, вдоль шоссе Тонгса — Джакар с южной стороны в Гьеца (དགེ་􀭄།).
- Дунгцекхар-лакханг [9] — малый храм вдоль шоссе Тонгса — Джакар с северной стороны в Гьеца (དགེ་􀭄།), предположительно 7-8 веков.
- Дворец Домкхар Ташичолинг в Домкхаре (དོམ་མཁར།), резиденция Второго короля (Джигме Вангчук), который построил дворец в 1937 году [10] за которым находится монашеская школа Ташичолинг 27°29′15″ с. ш. 90°39′56″ в. д.HGЯO.
- Ньингмалунг-лакханг [11], также называется Труктен Шедруп Даргай Чолинг, монастырь школы Ньингма, основанный в 1935 году.27°29′50″ с. ш. 90°44′49″ в. д.HGЯO
- Дворец Пракхар [12] 16 века, место проведения цечу.